# Marino Froncini
Marino Froncini (Fano, 17 ottobre 1821 – Buenos Aires, 13 luglio 1895) è stato un patriota, politico e educatore italiano esiliato in Argentina. Fu molto stimato da Giuseppe Mazzini.

## Biografia
Deputato di Fano alla costituente romana del 1849. Combatté contro gli Austriaci con il grado di sottotenente, nel 1848, a Vicenza e sulle barricate di Roma nel 1849 contro i francesi. Partecipò al terzo tentativo insurrezionale mazziniano nella Lunigiana del 1856.
Tornato in prigione, venne poi esiliato. Dopo un breve soggiorno a Marsiglia si recò a Londra raggiungendo il Río de la Plata e Buenos Aires nel 1857. Si stabilì presso la foce del Riachuelo nel quartiere della Boca dove si dedicò alla didattica sostituendo il primo maestro, Rafael Amato, alla scuola comunale dal 1859 al 1860, quando con l'apertura del Collegio della Cattedrale Nord, fondato da Domingo Faustino Sarmiento fa da questi nominato direttore, posto che occupò fino al 1886 quando andò in pensione.
Nel 1867 divenne presidente della Commissione di sanità formata in gran parte da vicini italiani per combattere l'epidemia di colera che affliggeva Buenos Aires ed era fortemente diffusa nel quartiere de La Boca.
Presidente del Comitato popolare per il monumento a Giuseppe Mazzini che fu eretto nella capitale argentina nel 1878, durante la sua inaugurazione alla presenza di numerose personalità argentine evocò il suo illustre connazionale.
Nel 1881 fu eletto presidente dell'Ospedale italiano, incarico che tenne fino al 1886.
Froncini inoltre si dedicò anche al giornalismo italiano sempre in Buenos Aires, succedendo a Cayetano Pezzi nella direzione de "L'Amico del Popolo".
Morì il 13 luglio 1895 venendo sepolto nel cimitero di Recoleta: solo nel 1949 le sue ceneri furono traslate, riportate a Fano e collocate nel famedio del cimitero civico.

### In lingua italiana
- Armando Laghi, Il patriota Marino Froncini: il tentativo insurrezionale mazziniano nella Lunigiana del 25-26 luglio 1856. Comune di Fano, 1949.
- Giuseppe Parisi, Storia degli Italiani nell'Argentina. Roma, Voghera, 1907.

### In lingua spagnola
- Carlos Altamirano, Historia de los intelectuales en América Latina, Volume 1. Buenos Aires, Katz, 2008
- Antonio Juan Bucich, Los viajeros descubren La Boca de Riachuelo. Cuadernos de Buenos Aires, 14, 1961.
- Antonio Juan Bucich, Esquema de las generaciones artísticas y literarias boquenses, 1860-1940. Buenos Aires, Cuadernos de la Boca del Riachuelo, 1964.
- Dionisio Petriella, Los italianos en la historia de la cultura argentina.
- Jorge F. Sergi, Historia de los italianos en la Argentina. Buenos Aires, Editora italo argentina s.a., 1940.